# Łąkociny (województwo wielkopolskie)
Łąkociny – wieś w Polsce, położona w województwie wielkopolskim, w powiecie ostrowskim, w gminie Ostrów Wielkopolski, ok. 7 km na zachód od Ostrowa Wielkopolskiego, przy linii kolejowej nr 14 Ostrów-Krotoszyn i drodze krajowej nr 36 Ostrów-Prochowice.
| SIMC    | Nazwa    | Rodzaj     |
| ------- | -------- | ---------- |
| 0205890 | Sobczyna | przysiółek |

Przed 1932 rokiem wieś położona była w powiecie odolanowskim, w latach 1975–1998 w województwie kaliskim, w latach 1932–1975 i od 1999 roku w powiecie ostrowskim.
Wieś królewska Łąkocin należała do starostwa odolanowskiego, pod koniec XVI wieku leżała w powiecie kaliskim województwa kaliskiego. 
W Łąkocinach miał miejsce wypadek samochodowy, w którym śmierć poniósł Aleksander Skrzyński – polski prawnik, polityk, hrabia, premier II RP (zm. 25 września 1931).